# Brits oorlogsmonument (Brussel)

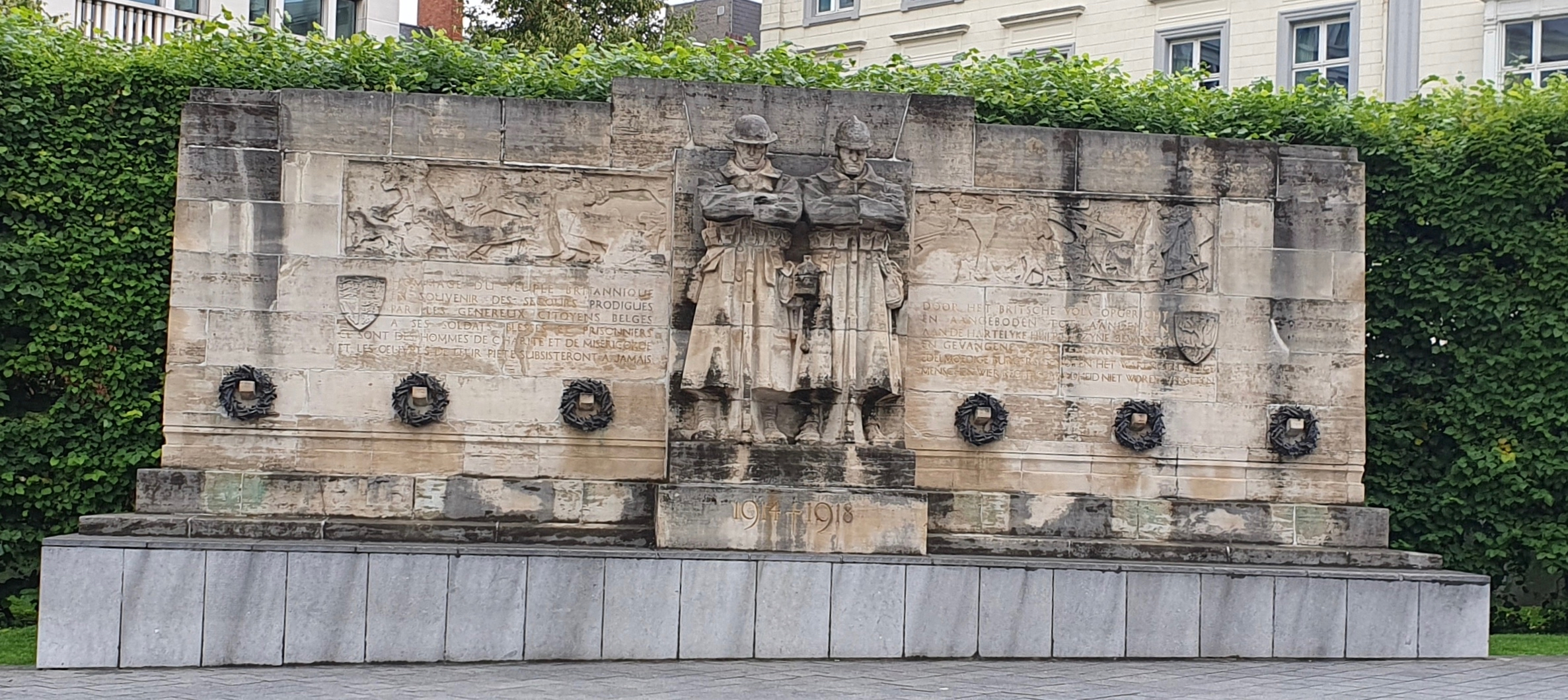
Het Brits oorlogsmonument

Het Brits oorlogsmonument is een oorlogsmonument op het Poelaertplein in Brussel dat de steun van de Belgische bevolking aan de Britse krijgsgevangenen herdenkt. Het is in het Engels bekend als Anglo-Belgian Memorial en als Monument Britannique in het Frans.
Het monument is gebouwd in opdracht van de Commonwealth War Graves Commission en ontworpen door de Britse beeldhouwer Charles Sargeant Jagger. In 1923 werd het onthuld door Edward VIII, de koning van het Verenigd Koninkrijk.
Het monument stelt een Britse en een Belgische soldaat voor. Aan de zijkanten bevinden zich reliëfs van Belgische boeren die gewonde Britse soldaten helpen.